# 大久保ともゆき
大久保 ともゆき（おおくぼ ともゆき、1979年11月21日 -  ）は大阪府出身の俳優、タレント、リポーターである。日本放映プロ株式会社に所属。

## 人物
関西大学卒業。特技は水泳、スノーボード、サーフィンで、2005年より出演している「おはよう朝日です」は20年目になる。

## 出演

### テレビ
- おはよう朝日です（2005年 - ）（ABC）
- ひょうご発信！（2018年 - ）（サンテレビ）
- チームベイコム（2019年 - )   (ベイコム）
- きらきん！（2020年 - 2023年 ）（KBS京都）
- おやかまっさん（2016年 - 2019年）（KBS京都）
- きのくに21（テレビ和歌山）
- その時歴史が動いた（NHK総合）
- おみやさん 第8シリーズ 第3話（2011年5月12日、テレビ朝日） - 木田健一役
- 科捜研の女 第13シリーズ 第9話（2014年1月16日、テレビ朝日） - 山際嗣治役
- 歴史秘話ヒストリア（NHK総合）
- スペシャリスト２（ABC）
- 謎解き飛鳥・大化の改新（ABC）
- 連続テレビ小説べっぴんさん（NHK）
- キャスト（ABC）
- 京都紅葉生中継（KBS京都）
- 京都野火送り中継（KBS京都）
- 黒書院の六兵衛（ＷＯＷＯＷ）
- 連続テレビ小説カムカムエヴリバディ（NHK） - 司会者役
- 決戦！源平の戦い （2022年4月、NHK-BS） - 源範頼役
- 知恵泉（NHK　2022年）
- 歴史街道
- ぐるぐる中四国・関西『ぐるラボ・ラーメン学会～第一弾～』(15分番組)(2023年2月、CATV番組交流ネットワーク) - 番組内「ベイ・コミュニケーションズ(ベイコム)」エリアの兵庫県尼崎市の尼崎あんかけチャンポンの店からのリポート
- 連続テレビ小説ブギウギ（NHK） - 司会者役

### 映画
- 星籠の海
- 灰（紺六役）
- 燃えよ剣
- 信虎（2021年）
- BAD LANDS（2023年｜刑事役）

### CM
- 大阪ガス
- ほっかほっか亭
- チョーヤ梅酒「梅酒pio」（2006年）
- アート引越センター（2008年）
- 花王「ヘルシア緑茶」（2009年）
- CO・OP共済（2011年）
- 加登（2013年）インタビュアー役
- くら寿司（2014年）お父さん役
- 徳島製粉（2016年~）金ちゃん亭ぶっかけうどん
- 日本盛
- エイチ・アイ・エス
- インヴァスト証券
- ワイ・ケイ興産
- 阪神電車
- イズミ(ゆめタウン)
- クボタ
- 高橋書店
- メガ・エッグ
- ほねつぎ
- 宝酒造
- ダスキン
- ヤマサキ・ラサーナ
- カルグルト
- 串家物語
- JAバンク兵庫
- ダイハツ
- コーホーペイント
- メガネの愛眼
- サカイ引越センター
- ファーマフーズニューモ
- メンズケシミン プレミアム

### スチールモデル
- 神戸布引ハーブ園
- 香川県移住ＰＲ

### WEB
- ロート製薬
- ダイハツ
- ダスキン水耕生活
- eo光
- オリエンタルベーカリー
- ワンダフル堺
- 海と日本プロジェクトin京都
- 日本自動車工業会
- ネスレ日本
- 信茂と勝頼（2022年）安吉役、ナレーション

### ラジオ
- ほろ酔い朝日です

### イベント・イベント司会
- サンスターMC
- サンガファン感謝デー MC
- ツーリズムEXPOジャパン
- 八尾キメラ
- おは朝パーク

### 舞台
- 東京タイタニック
- 孔明め！孔明め！孔明め！